# Selezione maschile di calcio del Principato di Monaco
La selezione di calcio di Monaco (fr. équipe de Monaco de football) è la rappresentativa calcistica nazionale del Principato di Monaco ed è posta sotto l'egida della Federazione calcistica monegasca. 
La selezione non è riconosciuta a livello internazionale, in quanto la federazione monegasca non è membro della FIFA né della UEFA, pur essendo Monaco uno stato sovrano a tutti gli effetti, perciò è affiliata alla CONIFA dal 2013; mentre è stata affiliata all'NF-Board dal 2003 al 2010. 
Il Principato ha una prestigiosa squadra di calcio, omonima Monaco che gioca in Ligue 1 la prima divisione francese, formata però interamente da calciatori non monegaschi.
Attualmente il Principato occupa il 33º posto nella Classifica Mondiale della CONIFA.

## Storia
La federazione calcistica monegasca fu fondata il 27 aprile 2000, mentre la selezione nazionale fece il suo esordio il 14 luglio dell'anno seguente a Friburgo, in Germania, contro la neonata selezione tibetana: la partita terminò 2-1 per Monaco. Nel 2002 ottenne un importante pareggio (2-2) contro Gibilterra, oggi membro FIFA; l'attuale presidente della federazione monegasca, nonché capitano della squadra, Éric Fissore, ha dichiarato riguardo a tale partita: «Pensavano di venire da noi e di distruggerci. Finì 2-2. È stata la nostra partita di riferimento dei primi anni duemila». Nel 2003, sotto la presidenza di Christophe Michelis, la federazione monegasca fu tra i fondatori dell'NF-Board, con l'intento di creare una confederazione internazionale capace di accogliere tutte le federazioni calcistiche rivendicantisi nazionali e non riconosciute dalla FIFA.
Il 18 febbraio 2006 la selezione sconfisse 13-1 la Cecenia, in quella che è la migliore vittoria della sua storia. Nel mese di novembre partecipò alla prima edizione della Coppa del mondo Viva, organizzata dall'NF-Board e disputata in Occitania. Dopo aver vinto a tavolino per 3-0 la prima partita del girone contro il Camerun meridionale, sconfisse nella seconda partita i padroni di casa dell'Occitania per 3-2, mentre perse la terza partita del girone contro la Lapponia per 14-0. Grazie al secondo posto nel girone si qualificò alla finale, dove fu nuovamente sconfitta dalla Lapponia con il risultato di 21-1, in quella che è ad oggi la più ampia sconfitta nella storia della selezione monegasca. Éric Fissore ha dichiarato riguardo alla finale: «Avevamo dei giocatori infortunati, giocavamo ogni due giorni, i giocatori erano stanchi e poi la squadra avversaria era nettamente superiore», essendo composta anche da alcuni giocatori professionisti.
Nel 2009 il Principe Alberto II impedì alla squadra di partecipare alla terza edizione della Coppa del mondo Viva, in quanto organizzata dalla selezione della Padania, i cui giocatori sono vicini alla Lega Nord, partito politico italiano inviso al Principe. Nel 2010 la federazione monegasca abbandonò l'NF-Board. Il capitano di allora, Yohan Garino, dichiarò: «Per ragioni politiche, non siamo autorizzati dal nostro governo a giocare contro certe squadre. Abbiamo avuto anche alcuni problemi con l'NF-Board, che ha utilizzato delle foto della nazionale di Monaco e il Principe Alberto per pubblicizzare i suoi numerosi eventi senza autorizzazione. Siamo rimasti molto delusi da quest'ultimo punto».
Nel 2013 la federazione monegasca fu uno dei cofondatori della ConIfa, di cui fa tuttora parte. Il 22 giugno 2013 a Cap-d'Ail e il 10 maggio 2014 a Roma, la selezione sconfisse due volte per 2-0 la Città del Vaticano.

## Giocatori
È convocabile nella selezione monegasca chi sia monegasco, coniuge di monegasco, figlio o padre di monegasco. «È un bacino un po' limitato, anche se c'è comunque della qualità», ha spiegato il c.t. Thierry Petit. I giocatori convocabili sono circa 45, perlopiù funzionari e dipendenti della Société des bains de mer di Monaco, il più grosso datore di lavoro del Principato. In passato arrivavano a 60, «ma molti [giocatori] smettono per la loro vita di famiglia». Inoltre molti giocatori «lavorano al casinò, per cui le ore di lavoro notturne impediscono loro di alzarsi per gli allenamenti o per le partite. [...] Ma possiamo contare su 25 giocatori di livello abbastanza omogeneo», ha spiegato Petit.

## Strutture
La selezione di Monaco si allena e gioca la quasi totalità delle partite casalinghe allo Stade Municipal della vicina Cap-d'Ail, in Francia. Gli allenamenti e, occasionalmente, le partite possono aver luogo anche allo Stade des Moneghetti di Beausoleil, in Francia, in prossimità del confine con il Principato di Monaco e con il quartiere Moneghetti.

## Partecipazioni ai tornei internazionali non riconosciuti dalla FIFA

### Coppa del Mondo VIVA
| Anno           | Turno            | Posizione        | G                | V                | N                | P                | GF               | GS               |
| -------------- | ---------------- | ---------------- | ---------------- | ---------------- | ---------------- | ---------------- | ---------------- | ---------------- |
| Occitania 2006 | Finalista        | 2                | 4                | 2                | 0                | 2                | 7                | 37               |
| Lapponia 2008  | Non partecipante | Non partecipante | Non partecipante | Non partecipante | Non partecipante | Non partecipante | Non partecipante | Non partecipante |
| Padania 2009   | Non partecipante | Non partecipante | Non partecipante | Non partecipante | Non partecipante | Non partecipante | Non partecipante | Non partecipante |
| Gozo 2010      | Non partecipante | Non partecipante | Non partecipante | Non partecipante | Non partecipante | Non partecipante | Non partecipante | Non partecipante |
| Kurdistan 2012 | Non partecipante | Non partecipante | Non partecipante | Non partecipante | Non partecipante | Non partecipante | Non partecipante | Non partecipante |

## Confronti internazionali
Aggiornato al 5 ottobre 2023.
| Data       | Città                            | Squadra                | Squadra                     | Competizione                         | Risultato |
| ---------- | -------------------------------- | ---------------------- | --------------------------- | ------------------------------------ | --------- |
| 29-04-2017 | Roma                             | Città del Vaticano     | Monaco                      |                                      | 0 - 0     |
| 10-05-2014 | Roma                             | Città del Vaticano     | Monaco                      |                                      | 0 - 2     |
| 06-04-2014 | Douglas                          | Isola di Man           | Monaco                      |                                      | 10 - 0    |
| 22-06-2013 | Cap-d'Ail                        | Monaco                 | Città del Vaticano          |                                      | 2 - 0     |
| 13-02-2013 | Saint-Zacharie                   | Provenza               | Monaco                      |                                      | 6 - 1     |
| 06-10-2012 | Cap-d'Ail                        | Monaco                 | Rezia                       |                                      | 1 - 2     |
| 14-04-2012 | Nizza                            | Monaco                 | Piacenza                    |                                      | 4 - 3     |
| 11-06-2011 | Cap-d'Ail                        | Monaco                 | Selezione dilettanti croata |                                      | 1 - 3     |
| 07-05-2011 | Roma                             | Città del Vaticano     | Monaco                      |                                      | 1 - 2     |
| 04-05-2011 | Callas                           | Callas                 | Monaco                      |                                      | 1 - 1     |
| 05-06-2010 | Monaco (Moneghetti) - Beausoleil | Monaco                 | Callas                      |                                      | 3 - 2     |
| 03-04-2010 | Tenda                            | Occitania              | Monaco                      |                                      | 5 - 1     |
| 29-09-2009 | Lucciana                         | FC Lucciana            | Monaco                      |                                      | 2 - 5     |
| 20-12-2008 | Cap-d'Ail                        | Monaco                 | Provenza                    |                                      | 2 - 3     |
| 08-11-2008 | Caraglio                         | Occitania              | Monaco                      |                                      | 2 - 2     |
| 07-06-2008 | Cap-d'Ail                        | Monaco                 | NK Orijent                  |                                      | 2 - 3     |
| 08-08-2007 | Fiume                            | NK Orijent             | Monaco                      |                                      | 1 - 2     |
| 24-11-2006 | Hyères                           | Lapponia               | Monaco                      | Coppa del mondo Viva 2006 - Finale   | 21 - 1    |
| 23-11-2006 | Hyères                           | Lapponia               | Monaco                      | Coppa del mondo Viva 2006 - 1º turno | 14 - 0    |
| 21-11-2006 | Hyères                           | Occitania              | Monaco                      | Coppa del mondo Viva 2006 - 1º turno | 2 - 3     |
| 20-11-2006 | Hyères                           | Camerun meridionale    | Monaco                      | Coppa del mondo Viva 2006 - 1º turno | 0 - 3     |
| 22-04-2006 | Cap-d'Ail                        | Monaco                 | Kosovo                      |                                      | 1 - 7     |
| 18-02-2006 | Cap-d'Ail                        | Monaco                 | Cecenia                     |                                      | 13 - 1    |
| 17-12-2005 | Cap-d'Ail                        | Monaco                 | Occitania                   |                                      | 1 - 1     |
| 28-05-2005 | Gibilterra                       | Alleanza amatoriale FA | Monaco                      |                                      | 4 - 0     |
| 27-05-2005 | Gibilterra                       | Gibilterra             | Monaco                      |                                      | 4 - 0     |
| 17-05-2005 | Cap-d'Ail                        | Monaco                 | Occitania                   |                                      | 1 - 1     |
| 12-02-2005 | Béziers                          | Occitania              | Monaco                      |                                      | 0 - 0     |
| 21-06-2004 | Tunisi                           | AS Marsa               | Monaco                      |                                      | 0 - 0     |
| 23-11-2002 | Roma                             | Città del Vaticano     | Monaco                      |                                      | 0 - 0     |
| 18-02-2002 | Cap-d'Ail                        | Monaco                 | Gibilterra                  |                                      | 2 - 2     |
| 14-07-2001 | Friburgo                         | Monaco                 | Tibet                       |                                      | 2 - 1     |